# Karl-Olof Hammarkvist
Karl-Olof Hammarkvist, folkbokförd Karl Olof Hammarkvist, född 5 maj 1945 i Eskilstuna Klosters församling i Södermanlands län, är en svensk företagsekonom och rektor emeritus.

## Utbildning
Hammarkvist disputerade vid Handelshögskolan i Stockholm och erhöll titeln ekonomie doktor (ekon.dr).

## Karriär
Under åren 1985–1991 innehade Hammarkvist ledande befattningar i Skandia och 1991–2002 i Nordbanken AB. Han blev styrelseledamot i Stockholms fondbörs AB och Nordbanken 1998. Han har senare varit ledamot i Finansmarknadsrådet och statlig utredare av premiepensionssystemet.
Hammarkvist är direktör för Kapitalmarknadsgruppen och vice ordförande för Fjärde AP-fonden.

### Handelshögskolan i Stockholm
Hammarkvist är adjungerad professor i företagsekonomi, med särskild inriktning mot finansiella marknader vid Handelshögskolan i Stockholm sedan 1996 och utsågs senare till prorektor (vice rektor) vid högskolan.
Han utsågs av Handelshögskolan i Stockholms direktion till rektor för högskolan den 14 maj 2013. Genom sin tjänst som rektor var Hammarqvist ex officio, genom sitt ämbete, garanterad en plats i Handelshögskolan i Stockholms direktion, högskolans högsta verkställande organ. Han innehade tjänsten som rektor till den 1 juni 2014, då han efterträddes av Lars Strannegård.
Hammarkvist är ledamot i styrelsen för Center for Advanced Studies in Leadership vid Handelshögskolan i Stockholm samt direktör för Stockholm Institute for Financial Research (SIFR).